# Port lotniczy Grand Cess
Port lotniczy Grand Cess (ang. Grand Cess Airport, IATA: GRC) – liberyjski port lotniczy położony w Grand Cess.